# 그루피
그루피(영어: groupie)는 투어를 하는 동안 밴드를 따라다니거나 가능한 한 많은 대중 앞에 참석하여 그들을 만나고 싶어하는 특정 음악그룹의 팬이다. 이 용어는 주로 젊은 여성, 때로는 남성을 묘사하는 데 사용되며, 자신의 명성을 얻거나 '비하인드 스토리' 작업을 돕거나 친밀하거나 다른 종류의 관계를 시작하기 위해 이러한 개인을 따라다니는 사람들을 묘사하는 데 사용된다. 이 용어는 운동선수, 작가 및 기타 유명 인사의 열렬한 팬을 묘사하는 데도 쓰인다.

## 같이 보기
- 우씨 오버마이어(en:Uschi Obermaier) - 독일 뮌헨 출신의 패션 모델로서 1960년대 후반과 70년대 초반에 롤링스톤즈의 리드 싱어 '믹 재거'와 리드 기타 '키스 리차드', 그리고 기타리스트 '지미 핸드릭스'의 연인으로 대중에게 알려졌던 전설적인 그루피
  - 섹스아이콘 우씨 오브마이어(en:Eight Miles High (film)) - 그녀의 일대기를 다룬 독일영화 (독일어 원제목은 'Das wilde Leben'로서 영어로 직역하면 'The Wild Life'임)